# Problepsis flavistigma
Problepsis flavistigma är en fjärilsart som beskrevs av Swinhoe 1904. Problepsis flavistigma ingår i släktet Problepsis och familjen mätare. Inga underarter finns listade i Catalogue of Life.